# Голдстайн, Элвин
Элвин «Эл» Голдстайн (также Голдстин, Голдштейн; англ. Al(vin) Goldstein; 10 января 1936, Нью-Йорк — 19 декабря 2013) — американский издатель, редактор и телепродюсер. Является основателем порнографического таблоида «Скру» (винт, или секс на сленге).
С 1969 по 2003 год Голдштейн был ведущим и продюсером собственного телесериала «Midnight Blue» (Полуночная меланхолия) на нью-йоркском общественном кабельном телеканале. Его компания «Милки Уэй Продакшнс», издававшая «Скру» и этот многолетний телесериал, разорилась в 2004 году. После случившегося Голдштейн стал бездомным, работал официантом в ресторане на Второй Авеню, занимался продажей свежих бейглов (бубликов) на улицах Нью-Йорка. Его знаменитая вилла в Помпано Бич (штат Флорида) с одиннадцатифутовым фаллическим средним пальцем и особняк на Манхэттене были проданы с торгов для выплаты долгов.
Голдштейн был дополнительно известен также тем, что публично исповедовал антирелигиозные взгляды.

## Период работы в «Скру»
Еженедельный таблоид «Скру» с подзаголовком «Лучшая газета мира» был основан Голдштейном в 1968 году и на пике популярности (в 1970-е годы) достиг полумиллионного тиража. Первый номер, тайно напечатанный в Бруклине, привёл власти Нью-Йорка в ярость — были арестованы не только издатели, но даже слепые торговцы, распространявшие этот журнал. По сравнению с журналом «Плейбой», в «Скру» Голдштейн занял более откровенные, практически порнографические позиции, как в иллюстрациях, так и в содержании статей. Как утверждал сам Голдштейн (автор большинства материалов издания), в журнале не было даже малейшего намёка на художественный стиль. Из номера в номер в нём печатались полемические материалы, подвергавшие нападкам всё и вся — от консервативного общественного вкуса до известных политиков и знаменитостей. Определённым культовым статусом пользовались даже обложки журнала — создаваемые усилиями лучших карикатуристов страны, в том числе Роберта Денниса Крамба, Вона Боуди, Уолли Жуда и Дэнни Хеллмана.
В 1982 году компания по выпечке кондитерских изделий Pillsbury Bakery подала на Голдштейна в суд за использование своего фирменного логотипа в карикатурах журнала. Голдштейн выиграл процесс, а данная тяжба впоследствии послужила юридическим прецедентом подобных процессов между крупными компаниями и рядом периодических изданий, и в конце концов привела к установленному праву использования корпоративных логотипов в комических целях. Однако к концу 1990-х годов Голдштейн так и не смог приноровиться к новой эпохе интернета и бесплатных порнографических изданий, субсидируемых доходами от рекламы. В 2003 году журнал был приобретён бывшими членами редколлегии и сейчас издаётся с более скромным тиражом в 20 тысяч экземпляров. Сам же Голдштейн объявил о банкротстве.

## Антикатолическая позиция Голдштейна
Голдштейн был известен своим атеизмом. Так, он заявлял, что занимается порнографией, поскольку не признает ценностей католицизма, ставя в один ряд слова «католицизм» и «авторитаризм».
По сообщению Католической Лиги за Религиозные и Гражданские Права в отчёте за 1997 год, антикатолическим заявлением года был признан номер журнала «Скру», в котором Мать Тереза была изображена в вульгарном и оскорбительном виде: её изобразили так, как будто она имела половое сношение с Иисусом; её лицо было наложено на голое тело женщины с раздвинутыми ногами, сидящей на унитазе.

## Интересные факты
Чрезвычайно харизматический телевизионный персонаж, созданный Голдштейном, во многом отражает особенности его собственной личности и отличается нарочитой экстравагантностью и демонстративным пренебрежением к нормам пуританской этики. Неизменными атрибутами его телевизионных выступлений являются употребление ненормативной лексики, вызывающее поведение, сигара во рту, полуобнажённые девицы суетящиеся вокруг него, неприличные жесты и неожиданные высказывания, шокирующие зрителей.
Для создания скандальной известности Эл Голдштейн нередко прибегает к эпатажным и часто остроумным высказываниям. Так, он якобы заявил, что занимается порнографией, поскольку приравнивает господствующую католическую мораль к авторитаризму (оригинал на английском языке не найден). Из подобных же его высказываний известны следующие:
1. «Я — борец. Я по-настоящему верю в Первую Поправку (о свободе слова') и я пользуюсь ею до конца, за что и расплачиваюсь.» (I’m a crusader. I really believe in the First Amendment, and I use it fully, and I pay a price for that.)
2. «Я верю в себя. Я — Бог. Бог — это ваша потребность верить в некое всемогущее существо. Я и есть всемогущее существо. Так что признайтесь в том, что я — ваш Бог.» (I believe in me. I’m God. God is your need to believe in some super being. I am the super being. I am your God, admit it.)
3. «Любовь это обман и ловушка. Такой же миф как и Бог, сидящий на троне с развевающейся белой бородой и глядящий на нас». (Love is a deception and a trap. Love is as big a myth that God sits with his flowing white beard in a throne and looks at us.)
4. «Секс в браке это всё-равно что наблюдать за собственным вскрытием. Это как если вам сверлят зуб без анестезии.» (Married sex is like being awake during your own autopsy. It is root canal work without anesthetic.)
5. «Философия есть попытка человеком найти причину и следствие. Религия преследует ту же цель.» (Philosophy is an attempt by man to find cause and effect. Religion has the same goal.)
6. «Поелику слава — это иллюзия, а смерть — это наше будущее, всё что у нас есть — это следующий момент перед тем, как нас поглотит забвение.» (Since fame is an illusion and death is in our future, all we have is the next moment before we are swallowed into oblivion.)
7. «Так вот, если анатомия — это фатум, то тестостерон — обречение». So, if anatomy is destiny then testosterone is doom.
8. «Хоть институт брака и обречён, если вы превратите его в работу которая вам по душе и по-настоящему над ним потрудитесь, наверное его можно ещё спасти.» (Even though marriage is doomed, if you turned it into a job you like and really work at it — it can be salvaged.)
9. «Известность создаёт иллюзию значимости.» (Celebrity gives us delusion of self importance.)
10. «Брак — это существование с решёткой вокруг.» (Married life is an existence with bars around it.)

В конце марта 2007 года Голдштейн объявил о вступлении в президентскую предвыборную кампанию США 2008 года с такими лозунгами как «Голосуйте за Эла, потому что он любит быть сверху» и «Голосуйте за Эла, он вас трахает, но по крайней мере вы это знаете!».
Предвыборная «программа» кандидата включает такие пункты как субсидируемый государством ежедневный куннилингус для каждой женщины, и хорошая сигара для каждого мужчины. На момент написания статьи (май 2007) Голдштейн не решил кто будет его вице-президентом, в числе возможных кандидатов называются порнограф Ларри Флинт, порноактриса Дженна Джеймисон, a также собака-марионетка Триумф (англ. Triumph, the Insult Comic Dog), которую, по заявлению претендента часто путают с ним самим.